# 郵便貯金
郵便貯金（ゆうびんちょきん、英: Postal Savings）
1. 2007年10月1日に実施された郵政民営化以前に、郵便貯金法に基づき、日本政府（駅逓局・逓信省・郵政省・総務省郵政事業庁）・日本郵政公社が行っていた貯金の受入れ事業のこと[1][2]。
2. 2007年10月1日以降では、郵政民営化以前に預入された定額郵便貯金・定期郵便貯金など定期性郵便貯金の日本政府による保証を継続させるため株式会社ゆうちょ銀行に承継されず、独立行政法人郵便貯金簡易生命保険管理・郵便局ネットワーク支援機構（郵政管理・支援機構）に承継された貯金のこと[3][4][5]。民営化時点で約131兆円[6][7]。なお、郵政民営化以前に預入されていた通常郵便貯金・通常貯蓄郵便貯金は民営化時点でゆうちょ銀行に承継されており、「郵便貯金」ではなくなった[3][8]。また、民営化後にゆうちょ銀行・郵便局で取り扱う貯金事業の名称は「貯金」であり、「郵便貯金」ではない[8][9][10]。
3. 民営化後のゆうちょ銀行で提供している預金の愛称は「郵便貯金」ではなく「貯金」であるものの、「ゆうちょ銀行」という行名であることも起因し、一般には国営時代と同様に「郵便貯金」と俗称されることも多い[1][2][11]。ただし、これは厳密には誤りである。

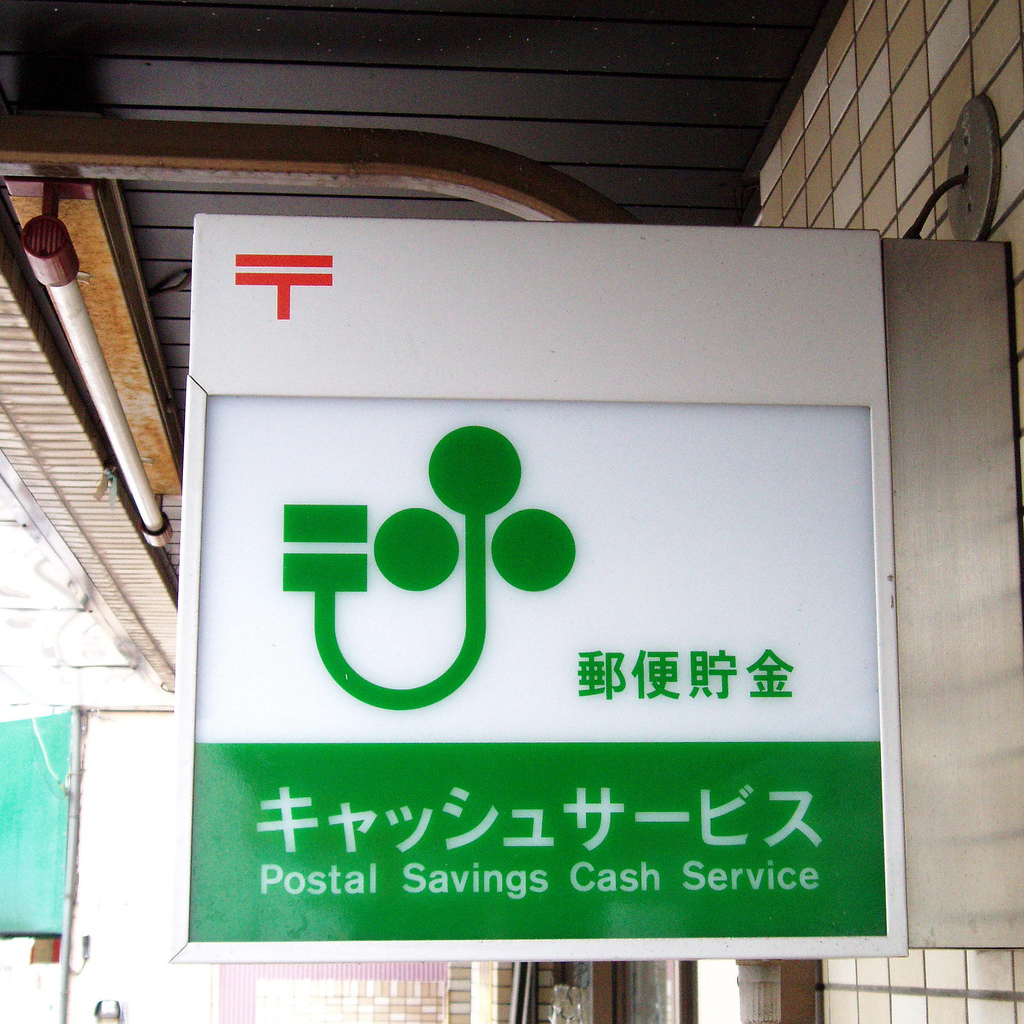
民営化以前の郵便貯金の看板。現在このクローバーマークは廃止されているが、ゆうちょ銀行の預金通帳（標準デザイン）・キャッシュカード・封筒には、このマークをモチーフにしたシルエットが描かれている。

## 概要
郵便貯金は、郵便貯金法に基づき「簡易で確実な貯蓄の手段としてあまねく公平に利用させることによつて、国民の経済生活の安定を図り、その福祉を増進すること」（郵便貯金法第1条）として、公社化以前は郵政大臣（総務大臣）が管理する国の事業、公社化後は日本郵政公社が行う事業であった（郵便貯金法第2条）。
24,000を超える日本全国の郵便局で取り扱いが行われていること、日本国政府による政府保証があること、預け入れに1,000万円の限度額が設けられていること等、他の民間金融機関にはない特徴があった。

## 歴史的経緯
1875年5月2日に「日本近代郵便の父」として知られる前島密によって導入された。前島は、日本での郵便制度導入にあたり、イギリスの郵便制度を現地で調査したとき、郵便局が郵便だけではなく、為替・貯金業務も行っていることを学んだ。そこで、日本への郵便制度導入と同時に、為替と郵便貯金をあわせて取り扱うことを考えた（為替事業については同年1月に導入済）。
制度創設当初、従来の飛脚に変わる郵便と送金を目的とした為替に対する国民の需要は高かったが、郵便貯金についてはなかなか集まらなかった。これは、当時の国民にとって、「貯金（貯蓄思想）」という概念がなかったためである。このことから前島は、翌1876年、浄土真宗の僧侶・島地黙雷の元を訪れ、一般庶民への貯蓄思想の普及を懇願したが、「日本人の気質に合わない」ということで断られてしまった。また、当時の新聞には民間の金融機関の普通預金金利に対して、郵便貯金の当座預金金利が低い、と批判されたこともあった。公務員に対して10〜30銭のボーナスを与えて、これを強制的に郵便局へ貯金させたり、貯金紹介者に対しても強制貯金用の資金を提供して郵便貯金の資金を増やそうとしたが、貯金を継続する者はわずか2〜3割にも満たなかった。
そこで、前島は貯蓄によって老人や子供を養うことができるという点に着目し、貯蓄の道徳についてを、小学校の教育に取り入れることを発案した。このような積極的な活動を通じて、徐々に庶民の間に貯蓄思想が普及し、郵便貯金の資金は徐々に増大し、貯蓄率も1887年ごろから増加するようになった。しかし、せっかく集められた郵便貯金の資金運用先が見つからなかった。大蔵省国債局（現在の財務省理財局）に申し入れたが断られてしまったため、東京為替会社に担保を提供し、なんとか委託を頼み込んだ。
その後、同様に第一国立銀行と大蔵省国債局も郵便貯金の資金運用を始めた。1885年からは、新たに設置された大蔵省預金部に郵便貯金の資金が預託されるようになり、その大半が国債に運用されるようになった。1907年以降から、大蔵省預金部の運用は、国債ばかりではなく、特殊銀行債や社会資本の整備など、財政の分野でも活用されるようになり、後の財政投融資の基礎となった。
太平洋戦争で地上戦を経験した沖縄県でも郵便貯金の制度があったが沖縄戦で壊滅、その後アメリカの施政下に入り琉球郵政庁の事業となり制度が再建された（1950年発足、1972年の本土復帰に伴い日本国の郵政省に移管）。なお沖縄戦で原簿を焼失し誰のものか分からず返すことができない資金が生じたため、この資金を住宅供給という公益に使用するため「財団法人郵便貯金住宅等事業協会」が那覇市に設立され、那覇市古島等に団地が建設された。
郵便貯金は、預入限度額の引き上げや新しい商品の提供など、国民にとって身近な貯蓄金融機関としての役割を果たすため、サービス内容を充実させていった結果、全国にある郵便局で利用ができること、政府による保証があること、ローリスク・ローリターンの金融商品を扱っていることが評価され、国民から多くの資金を集めることに成功した。その結果、郵便貯金は、世界最大の預金残高を持つ巨大金融機関にまで成長を果たし、世界各国から認知されるようになっていった。
しかし、一方でそのような巨大な金融機関を政府が保有していることや、豊富な資金力が民間へ提供されていないことが批判されるようになり、簡易保険と同様に「民営化」を求める声が高まっていった。2003年4月1日には、郵便貯金は日本郵政公社が取り扱う事業となり、2007年10月1日に日本郵政公社が分社化・民営化されて発足した「日本郵政グループ」のグループ会社であるゆうちょ銀行へ、その業務が引き継がれた。これにより、130年あまりにわたって運営されてきた郵便貯金の歴史に幕が下ろされた。ただし、ゆうちょ銀行に引き継がれたのは、2007年9月30日の終わり時点での流動性の貯金であった通常郵便貯金などであり、定期性貯金等、それ以外の貯金は独立行政法人郵便貯金簡易生命保険管理・郵便局ネットワーク支援機構（郵政管理・支援機構）に引き継がれている（定期性貯金として引き継がれた貯金が、民営化後に満期が到来し、通常郵便貯金扱いとなったものは、流動性貯金であっても、機構扱いの貯金とされ、払戻のみの扱いとされる）。また、ゆうちょ銀行が行っている預金サービスは「貯金」であり、郵便貯金ではない。

## 沿革
- 1875年（明治8年）5月2日 - 郵便貯金事業創業
- 1885年（明治18年）12月22日 - 逓信省発足
- 1908年（明治41年）2月 - 郵便貯金現在高1億円達成
- 1941年（昭和16年）
  - 10月 - 定額郵便貯金の創設
  - 12月 - 2年積立郵便貯金の創設
- 1942年（昭和17年）5月 - 郵便貯金現在高100億円達成
- 1943年（昭和18年）11月1日 - 逓信省廃止、通信院発足
- 1945年（昭和20年）5月19日 - 通信院廃止、逓信院発足
- 1946年（昭和21年）7月1日 - 逓信院廃止、逓信省再発足
- 1949年（昭和24年）
  - 6月1日 - 逓信省廃止、郵政省発足
  - 9月 - 郵便貯金現在高1,000億円達成
- 1960年（昭和35年）6月 - 郵便貯金現在高1兆円達成
- 1961年（昭和36年）10月 - 1年定期郵便貯金の創設
- 1972年（昭和47年）
  - 1月 - 住宅積立郵便貯金の創設
  - 6月 - 郵便貯金現在高10兆円達成
- 1973年（昭和48年）1月 - 預金者貸付制度の創設
- 1976年（昭和51年）1月 - 財形定額郵便貯金の創設
- 1978年（昭和53年）
  - 4月 - 6ヶ月定期郵便貯金の創設
  - 7月17日 - 進学積立郵便貯金の創設
  - 8月1日 - 郵便貯金オンラインシステム稼働
- 1979年（昭和54年）12月 - 郵便貯金現在高50兆円の達成
- 1980年（昭和55年）
  - 2月 - 郵便貯金自動支払機（CD）設置開始
  - 3月 - 通常貯金への給与預入制度開始
- 1981年（昭和56年）
  - 3月23日 - 郵便貯金自動預払機（ATM）設置開始
  - 6月 - 担保定額郵便貯金の創設による総合通帳サービス開始
- 1982年（昭和57年）
  - 4月 - 愛育定額郵便貯金の創設
  - 6月 - 通常貯金からの自動払込み制度創設
  - 10月 - 財形年金定額郵便貯金の創設
- 1983年（昭和58年）7月1日 - 通常貯金への自動払出預入（自動受取り）制度創設
- 1984年（昭和59年）
  - 3月 - 郵便貯金オンラインシステムの全国ネットワーク完成
  - 7月 - 郵便貯金共用カードの創設
  - 10月 - オート定額郵便貯金（自動積立定額郵便貯金）の創設
- 1985年（昭和60年）12月28日 - 郵便貯金現在高100兆円達成
- 1987年（昭和62年）
  - 3月 - 1年・3年積立郵便貯金の創設
  - 6月 - 郵便貯金資金の自主運用開始
- 1988年（昭和63年）
  - 4月 - 財形住宅定額郵便貯金の創設
  - 11月 - 国債定額郵便貯金の創設
- 1989年（平成元年）
  - 6月 - 市場金利連動型定期郵便貯金（MMC）の創設
  - 8月 - 通常貯金に同一記号番号の振替口座を付随させる（送金機能付）新総合通帳サービス開始。
- 1991年（平成3年）
  - 1月 - 国際ボランティア貯金の創設
  - 9月 - 進学積立郵便貯金を教育積立郵便貯金へ制度改組
  - 11月 - 自由金利型定期郵便貯金（ニュー定期郵便貯金）の創設
- 1992年（平成4年）6月 - 通常貯蓄郵便貯金の創設
- 1993年（平成5年）
  - 4月 - オート定期郵便貯金（自動積立定期郵便貯金）の創設
  - 5月 - 国債定期郵便貯金の創設、通常貯金への国家公務員給与預入制度創設
  - 6月 - 1ヶ月定期郵便貯金の創設、市場金利連動型定期郵便貯金（MMC）の廃止
  - 10月 - 通常郵便貯金と通常貯蓄郵便貯金のスウィングサービス創設
- 1994年（平成6年）10月 - 4年定期郵便貯金の創設
- 1996年（平成8年）9月 - 介護郵便貯金の創設
- 1997年（平成9年）5月 - 定期受取型定額郵便貯金の創設、愛育定額郵便貯金の廃止
- 1998年（平成10年）5月 - 満期一括受取型定期郵便貯金の創設
- 2001年（平成13年）
  - 1月6日 - 郵政省廃止、総務省郵政事業庁発足
  - 4月1日 - 郵便貯金資金の全額自主運用開始
- 2002年（平成14年）3月1日 - ニュー福祉定期郵便貯金の創設
- 2003年（平成15年）4月1日 - 郵政事業庁廃止、日本郵政公社発足
- 2005年（平成17年）4月3日 - 定期受取型定額郵便貯金・国債定額郵便貯金・国債定期郵便貯金の廃止
- 2007年（平成19年）10月1日 - 郵政民営化、郵便貯金法・日本郵政公社廃止。郵便貯金として預けられた定期性の貯金については、独立行政法人郵便貯金・簡易生命保険管理機構に移管。流動性の貯金については、株式会社ゆうちょ銀行に移管（同日以降に、郵便貯金時代の定期性貯金の満期が到来した場合に発生する通常郵便貯金は、払戻のみ受付の機構扱いとされ、ゆうちょ銀行への移管対象外とされる）。
- 2017年（平成29年）9月30日 - 郵便貯金・簡易生命保険管理機構に移管されていた郵便貯金すべての満期が到来（民営化以降に満期到来する貯金は、機構扱いの通常郵便貯金への預け入れと見なされる）。以降は、郵便貯金については、時効までの払戻のみの対応となった。
- 2037年（令和19年）11月30日 - この日までに、満期到来後の払戻を行っていない郵便貯金簡易生命保険管理・郵便局ネットワーク支援機構（郵便貯金・簡易生命保険管理機構より改称）に移管されていた郵便貯金すべての時効（時効停止とされている貯金を除く）が到来予定。

## サービス内容

### 「郵便貯金」という名称
郵便貯金創業当初、貯金を取り扱う機関が他に存在しないため、単に「貯金」といえば、現在の「郵便貯金」を指していた。しかし、民間金融機関の出現により、1880年3月に「駅逓局貯金」という名称が導入された。駅逓局は、当時の郵便局の名称である。その後、1887年4月に「郵便貯金預所貯金」と改称し、1890年8月13日に翌1891年1月から施行される「郵便貯金条例」が制定され、以後、「郵便貯金」という名称が使われることとなった。

### 取扱郵便局
郵便貯金は、郵便貯金法第1条により、「簡易で確実な貯蓄の手段としてあまねく公平に利用させること」と規定されていたことから、公社が「貯金非取扱い郵便局」として定めた郵便局を除き、日本全国全ての郵便局の貯金窓口において取扱いが行われた。非取扱局して指定された郵便局では「郵便貯金業務を取り扱わない」旨の掲示が行われた。
簡易郵便局では農協（JA）の店舗に併設されている簡易局などで郵便貯金業務の全部又は一部（郵便為替業務のみを取り扱う場合を含む）を受託しておらず、取り扱わない簡易局が存在した。

### 預入限度額
郵便貯金法第10条により、郵便貯金のうち通常郵便貯金、通常貯蓄郵便貯金、積立郵便貯金、教育積立郵便貯金、定額郵便貯金、定期郵便貯金については合算して1預金者につき1000万円の預入限度額が存在した。このうち、教育積立郵便貯金については1000万円の限度額内で200万円という制限があった。
住宅積立郵便貯金、財形定額郵便貯金、財形住宅定額郵便貯金、財形年金定額郵便貯金については、1000万円の限度額とは別枠で預入することができ、住宅積立については50万円、財形・財形住宅は550万円、財形年金は財形の550万円の限度額内で385万円の限度額がそれぞれ設けられていた。
例えば、預金者Aが1000万円の定額郵便貯金を預入した場合、積立・教育積立・定期郵便貯金は一切預入することができないが、住宅積立・財形（一般・住宅・年金）をすることは可能であった。通常郵便貯金については、通常郵便貯金と同一記号番号である郵便振替口座を開設（新総合通帳サービスを利用）し、かつ「移替基準額」を0円とすれば利用することは可能である。これは移替基準額0円の通常郵便貯金は、全額郵便振替の預り金として制度上は管理されるため、郵便貯金の預入限度額に関係しないためである（郵便振替の預り金には限度額がない）。
なお、預金者Aの定額郵便貯金1000万円が預入日から10年経ち満期を迎えた場合、利息が付いた上で全額が通常郵便貯金となるが、この利息分全額が1000万円を超えるため「限度額超過」となり（仮に元金1000万円の定額郵便貯金に10万円の利息が付いた場合、郵便貯金の預入が1010万円となり、利息分10万円が限度額を超えている）、速やかに預金者Aは減額（払戻）をしなければならなかった。
そもそも、預入限度額は郵便貯金創設当初より存在しており、当初は「年間総額元利合わせて500円」であった。1881年から預入限度額という制度が撤廃されたが、1891年1月に復活し、郵政民営化（2007年10月1日）以降も、郵便貯金とその後身の株式会社ゆうちょ銀行には預入限度額が存在している。なお、戦後の預入限度額の変遷をみてみると、1952年の時点で10万円、1955年に20万円、1962年に50万円、1965年に100万円、1972年に150万円、1973年に300万円、1990年に700万円、そして1992年に1000万円へ段階的に引き上げられてきた。民営化後の上限額は、郵政管理・支援機構移管分とゆうちょ銀行での取引の合算額が貯金限度額とされている。
ゆうちょ銀行移行後の2016年4月より、限度額が1300万円に引き上げられているが、民営化前の貯金取引となる郵政管理・支援機構に移管された分の取引は、1000万円までのままとされ、ゆうちょ銀行の取引と合算して1300万円となっている。2019年4月より、通常貯金・定期性貯金の各々で1300万円までが上限となり、合計2600万まで預け入れることが可能となった。
なお、限度額超過が発生した場合は、原簿を管轄する貯金事務センター長の名前で限度額を超えない範囲まで引き出すよう、通知文書が送付される場合がある（ゆうちょ銀行移行後も同様）。

### 預入限度額の除外地域
郵便貯金法第10条第1項但書により、総務大臣が「一般の金融機関がない市町村の区域」として告示する区域に主たる事務所を所在する、所得税法別表第一第一号の表に掲げる法人（特殊法人等）、労働組合、国家公務員法第百八条の二第一項の職員団体、地方公務員法第五十二条第一項の職員団体、社会福祉法第二条に規定する社会福祉事業を経営する営利を目的としない団体については、預入限度額1000万円の適用がなされなかった。
総務大臣が「一般の金融機関がない市町村の区域」として指定した町村は次の通りであった。
- 栃木県：塩谷郡栗山村
- 東京都：利島村、御蔵島村、青ヶ島村
- 愛知県：北設楽郡豊根村
- 三重県：南牟婁郡紀和町
- 奈良県：吉野郡野迫川村、上北山村
- 徳島県：三好郡西祖谷山村
- 鹿児島県：鹿児島郡三島村、十島村
- 沖縄県：島尻郡座間味村

### 預入限度額を超過した場合
郵便貯金法第11条により、郵便貯金の預入総額が限度額を超過した場合、公社がその旨を預金者に通知し、預金者は限度額以内になるよう減額（払戻）しなければならないと規定されていた。しかし、公社が通知を発した日から1か月以内に預金者が減額（払戻）をしなかった場合、公社によって限度額以内になるよう、預入された貯金の一部で日本国債の強制購入が行われた。
民営化後も、郵政管理・支援機構に移管された取引分については、郵便貯金法第11条の内容を経過措置扱いで引き続き適用させる形で、同様に国債購入により、貯金残高を減額させる形をとっている。

### 政府保証と印紙税免除
郵便貯金法第3条により、郵便貯金として預入された貯金の払戻し及びその貯金の利子の支払に係る公社の債務は、日本政府により保証された。このため、公社は預金保険機構に加盟をしていなかった。郵政民営化に伴い、郵政民営化以前に預入された定額郵便貯金などの定期性郵便貯金は、全て独立行政法人郵便貯金簡易生命保険管理・郵便局ネットワーク支援機構に承継され、満期後10年間は政府保証が継続される（但し、満期後10年2ヶ月後までに払出をしなかった場合は、時効となるため貯金の権利を失う。その間は、機構扱いの通常郵便貯金として預入がされる形式となり、利息の付利も通常郵便貯金の利率で行われる）一方、通常郵便貯金・通常貯蓄郵便貯金については民営化時点で預金保険機構に加盟している株式会社ゆうちょ銀行へ承継され、政府保証がなくなった。
また、郵便貯金法第6条により、郵便貯金に関する文書類（貯金通帳、貯金証書、受領証類）には印紙税が課されなかった。
但し、民間金融機関であっても信用金庫・労働金庫及び農業協同組合（JAバンク）等の信用事業については、印紙税法第5条が但し書きにて規定する金融機関により発行される通帳に対して印紙税が免除されている事が多く、この特典は郵便貯金に限るものではなかった。

### 利率と利子
郵便貯金法第12条により、郵便貯金法第12条の2で規定された要介護者が預入する定期郵便貯金を除き、公社が定める利率（店頭表示金利）でしか預入の受付をすることができず、「金利優遇キャンペーン」などをすることができなかった。

### 貯金通帳の冊数制限
郵便貯金法第16条・第17条により、通常郵便貯金及び通常貯蓄郵便貯金については1預金者につき、それぞれ1冊しか通帳を持ってはならないと規定されていた。この規定に基づき、かつては、通常郵便貯金、国際ボランティア貯金申込通常郵便貯金、通常貯蓄郵便貯金I型、国際ボランティア貯金申込通常貯蓄郵便貯金I型、通常貯蓄郵便貯金II型、国際ボランティア貯金申込通常貯蓄郵便貯金II型の最大6冊が1預金者につき保有できる最大通帳冊数であったが、2005年4月3日より通常貯蓄郵便貯金I・II型の統合と国際ボランティア貯金申込の有無について別に新規預入ができなくなり、1預金者につき4冊迄しか保有できなくなった。但し、団体取扱いをする通常郵便貯金と確定拠出年金通常郵便貯金については冊数制限の規定が適用されなかった。なお、積立郵便貯金通帳については冊数制限がなく、定額・定期郵便貯金証書については冊数制限自体は設けられていなかった。

### 権利消滅
郵便貯金法第29条により、10年間預払が行われなかった郵便貯金については当該貯金を所管する貯金事務センター（原簿所管庁）から預金者に対し、「口座の利用を求める通知書」を郵送し、その後2か月経過しても利用がなかった場合、休眠口座として受取権利が消滅し、全額国庫へ納入された。しかし、1995年4月より、10年間預払や各種届出が行われなかった郵便貯金（定期性郵便貯金については満期日より10年経過したもの）は、全額を払い戻した上で口座を閉鎖する請求（全払請求）しかできない貯金となり、さらに10年が経過すると原簿所管庁から預金者に対し「権利消滅のご案内（催告書）」が郵送され、その後2か月経過しても利用がなかった場合、当該貯金は権利消滅し、全額国庫へ納入された。

### 非常取扱い
郵便貯金法第31条により、公社は、災害発生時、被災者に対して一定期間、指定した郵便局において「便宜の取扱い」をすることができると定めていた。これは、1923年9月1日の関東大震災発生時、9月3日より「通帳を預入局に持参した場合は全額、他の局では1日30円、通帳がない場合は1日10円の払い戻しに応じる。印鑑がない場合、拇印による取扱いを認める」便宜の取扱いを開始したことを発端としている。これにより、郵便貯金の預金者が地震・台風・大雪などの天災で被災し、公社が「便宜の取扱い」をする旨公示した場合、被災者は通帳や届け出印を紛失した場合であっても、公社所定の手続きをすることで払戻請求をすることができた。

### その他の特色

#### 貯金事務センター、記号・番号
郵便貯金は、民間金融機関のように各本支店（郵便局）で口座管理をしておらず、各地域ごとに設けられた貯金事務センターで管理されていた。このため、他行の口座番号は「○○銀行○○支店・普通預金・1234567」となっているが、郵便貯金の口座番号は5桁の「記号」と最大8ケタの「番号」という独自のものを用いると共に、「支店（郵便局）単位での管理」を行わないため、甲種団体貯金を除き、全国どこの郵便局においても預払・各種請求ができるようになっていた。
郵便貯金の記号・番号の体系は次の通りとなっていた。「記号」は5桁の数字と決まっており、「1桁目と5桁目」は、公社が指定した数字で、その数字は下に記した表の通りである。「2・3桁目」は口座番号と貯金事務センターの項で示す府県番号、「4桁目」はチェックディジットとなっている。
「番号」は、最大で8桁の数字であり、末尾の数字が公社によって決められている貯金と決められていない貯金がある。下に記した表では、決められている貯金についてはその数字を、決められていないものは「指定なし」と記す。
| 貯金の名称                            | 「記号」1桁目 | 「記号」5桁目 | 「番号」の末尾の数字 |
| ------------------------------------- | ------------- | ------------- | -------------------- |
| 通常貯金 担保定額・定期郵便貯金       | 1             | 0             | 1                    |
| 通常貯蓄貯金                          | 1             | 0             | 1                    |
| 甲種団体貯金                          | 1             | 4             | 1                    |
| 乙種団体貯金                          | 1             | 0             | 1                    |
| 積立郵便貯金                          | 2             | 0             | 指定なし             |
| 定期受取型定額郵便貯金                | 3             | 7             | 1                    |
| 定額・定期郵便貯金                    | 4             | 0             | 指定なし             |
| 自動貸付廃止の定額・定期郵便貯金      | 4             | 7             | 1                    |
| 通帳式定額・定期郵便貯金              | 5             | 0             | 指定なし             |
| 自動積立定額・定期郵便貯金            | 5             | 7             | 1                    |
| 満期一括型定期郵便貯金                | 5             | 7             | 1                    |
| 財形定額郵便貯金 財形住宅定額郵便貯金 | 5             | 3             | 指定なし             |
| 財形年金定額郵便貯金                  | 5             | 4             | 指定なし             |

- (参照)郵便振替口座の記号・番号体系は、記号の1桁目と5桁目はいずれも0、番号は1 - 6桁で、番号の末尾は特に決まった数字はなかった。

#### 通帳・証書への副印鑑表示
郵政民営化の時点で、民間金融機関の多くでは副印鑑制度が廃止されていたが、郵便貯金およびゆうちょ銀行では払戻や各種手続きにこの副印鑑表示をもって照合を行う方法であり、郵便貯金の通帳・証書には副印鑑表示が存続していた。副印鑑表示がない通帳・証書は郵便局窓口で印鑑照合をすることができず、払戻や各種手続きができないため、改印・印鑑再登録の手続きをしなければならない。
長年、通帳・証書への副印鑑表示は預金者の届出印を直接押印しただけで、平成期以降スキャナなどで印影を複写することが容易となり印章偽造による不正引き出しの虞があった。2005年前後より、1990年代前半から都市銀行など一部の民間金融機関で導入されていたラミネートシールに特異なホログラムを施した「印鑑保護シール」が貯金窓口へ配備され、貯金通帳・証書の新規発行や繰越（再発行）時に保護シールが貼付されるようになった。
その後、ゆうちょ銀行となった2011年中に印影のオンライン化が完了した通帳からCTM上で原簿上の届出印を表示・印章照合するシステムが導入が検討され、2013年6月3日以降、システム上への印鑑登録を兼ねた副印鑑廃止の書類を記入の上で、印鑑登録がされていることを窓口で確認したものから、副印鑑が剥がされるようになった（同日以降に、副印鑑が残った状態から満行再発行となる場合も、同様の手続きの上、最初から副印鑑のない状態で再発行される）。財形貯蓄定額貯金の各種証書ないしは証書の各種保管証については、2018年1月4日より副印鑑廃止が実施された。これらは、郵政管理・支援機構扱いの郵便貯金にも当然に適用される。

#### キャッシュサービス

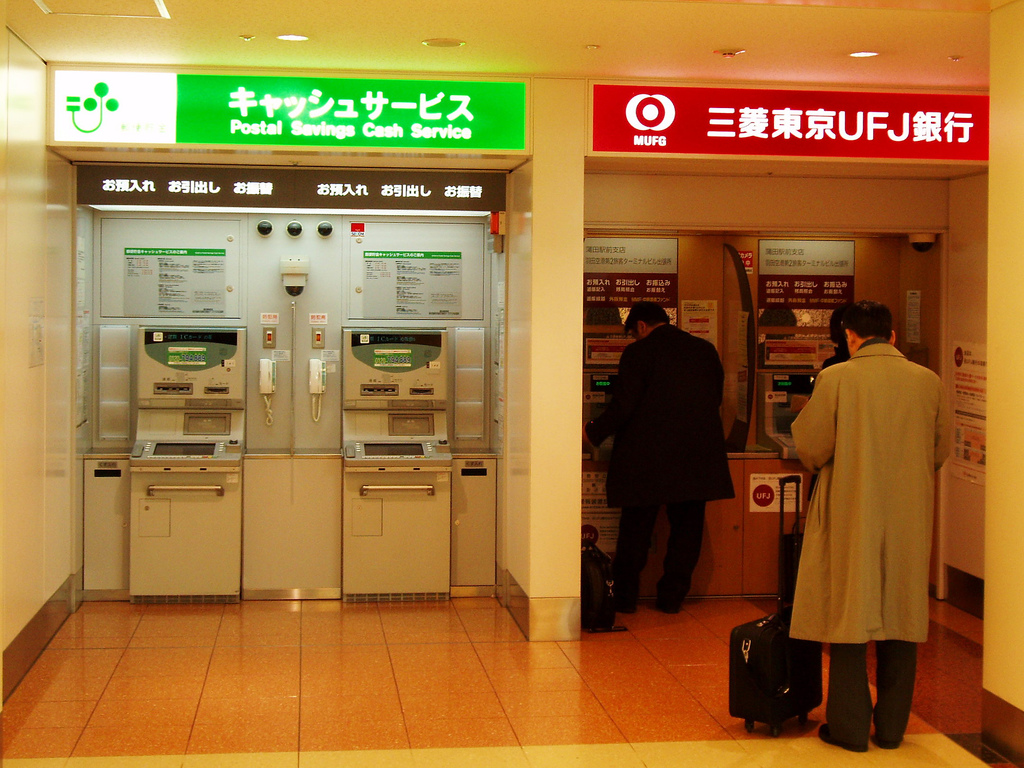
三菱東京UFJ銀行ATMの横に並んでいる郵便貯金ATM

「郵便貯金キャッシュサービス」の名称で、1980年2月に郵便貯金の払戻しのみが可能な自動支払機（CD）の設置を開始し、翌1981年3月23日からは預入も可能となる自動預払幾（ATM）の設置も開始された。民間金融機関同様、店舗内（郵便局内）のみならず店舗外（駅や大学構内など）にも設置されていた。一般的な金融機関ではキャッシュカードをATMに挿入しなければ払戻請求をすることができない（通帳のみでは払戻請求不可）が、公社設置ATMで郵便貯金を払戻す場合、キャッシュカードを使用せず通帳のみをATMに挿入するだけで払戻請求をすることができた。
「郵便貯金キャッシュサービス」では、通常郵便（または、通常貯蓄）貯金の預払のみならず、定額定期郵便貯金の預入、郵便振替口座への通常払込み、相互送金提携民間金融機関への振込、簡易生命保険の取扱い、民間金融機関やクレジットカード会社の入出金サービスを利用することができた。民間金融機関では「時間外手数料」を自行口座への預払であっても徴収するところがあるが、公社が設置した「郵便貯金キャッシュサービス」で郵便貯金に預払をした場合、一切手数料は徴収されなかった。
1991年4月7日からは「ホリデーサービス」と称して都市部や大規模郵便局などに設置されたATMを日曜・休日にも稼働されるようになったが、1月1日〜3日、5月3日〜5日は稼働停止とされていた（但し、2001年〜2006年までは5月3日〜5日は稼働）。
キャッシュカードは、凸版印刷、共同印刷、日立マクセル等により製造され、磁気ストライプ式でエンボスにより貯金記号・番号と預金者名が打刻されていたが、2006年10月2日より、NTTデータによるICチップ式のエンボスレスカードが発行されるようになった。
ICキャッシュカードについては、Edy付のものも選択可能であったが、これまで国際ボランティア貯金利用者には専用のキャッシュカードを発行したり、通常貯蓄貯金利用者に対しては、郵政省時代のものを含む、在庫が余っていた旧デザインのキャッシュカードを発行するなどして、現行ないしはそのすぐ前のカードのデザインではないものを発行するなど、通常郵便貯金のキャッシュカードとの区別を図るようにしていたが、ICキャッシュカードの標準化により、この対応を取り止めた。
キャッシュカードは預金者（口座名義人）本人のカードはもちろんのこと、「代理人カード」という預金者が指定した代理人（機械払利用代理人）に対しても預金者が請求をすれば無料でカードが発行された。また、「郵便貯金共用カード」というキャッシュカードにクレジットカード等の機能を付加したものも発行されていた（郵政公社時代ないしはゆうちょ銀行名のICキャッシュカードについては、併用可能だったが、ICキャッシュカード登場前のキャッシュカードの場合は、排他利用となっていたため、共用カード利用者は、一般のキャッシュカードは無効化されていた）。
郵政省時代からゆうちょ銀行では曜日・時間帯に関わらず、自行の口座利用であれば、ATM手数料は時間帯に関わらず365日無料であったが、2022年1月17日より、平日18時以降と土日祝日のATM時間外手数料の導入に加え、硬貨を利用した取引が有料化（1枚から25枚までが110円）され、ATMでの硬貨利用可能時間帯が、平日の8時45分から18時までとなり、土日祝日はATMでの硬貨利用が終日利用不可となり、同時にコンビニATMでゆうちょ銀行のキャッシュカードを利用した場合のATM手数料も改定され、平日の8時45分から18時は110円から220円に、平日18時以降と土日祝日、深夜・早朝は220円から330円に改定された。

#### インターネットバンキング
開始時期は不明だが、「郵便貯金ホームサービス」の名称で電話やFAXを使ったホームバンキングサービスを行っていた。2002年(平成14年)3月よりインターネットを用いた「郵貯インターネットホームサービス」の名称でインターネットバンキングを開始。利用には、通常郵便貯金および通常貯蓄貯金については、通帳の見開き欄にある、「郵便振替口座開設」の部分に、機械印字で○がついている状態が必須用件となっていた。申し込みには、郵便局の貯金窓口で配布される申込書を、原簿所轄の貯金事務センターに郵送する必要があった。
複数の貯金通帳がある場合でも、1通帳に1つの契約を行う形になっていた。
郵便振替口座でもホームサービスおよびインターネットホームサービスの契約は可能だったが、通常郵便貯金や通常貯蓄貯金の場合では出来る取引が一部できない場合もあった。なお、契約自体は、通常郵便貯金や通常貯蓄貯金のような、特段の条件はなかった。郵便振替口座はキャッシュカードが発行されずATM/CDを利用できないため、入出金を含む取引は全て窓口で行う必要があるが、当該口座への直接の入出金は依然として窓口でする必要があるものの当該口座から他口座(郵便振替口座・通常郵便貯金他ともに)への振替はホームサービスおよびインターネットホームサービスにより行えるため、通常郵便貯金との振替をすることにより通常郵便貯金のカードや通帳を用いてATM/CDによる入出金ができるようになるため郵便振替口座の利便性が格段に向上する。

#### 資金運用先
郵便貯金に預けられた資産は、長年、大蔵省資産運用部に全額預託され、財政投融資の資金として使用された。しかし、2001年4月1日にこの制度は廃止され、総務省・公社により一般の金融市場において運用されたが、そのほとんどが日本国債の運用に充てられていた。

### ゆうちょ銀行発足後の各種取扱
ゆうちょ銀行#民営化にともなう貯金・施設などの取り扱いを参照のこと。

## 郵便貯金の種類
郵便貯金法第7条により郵便貯金には、通常郵便貯金、積立郵便貯金、定額郵便貯金、定期郵便貯金、住宅積立郵便貯金、教育積立郵便貯金の6種類があると規定されていたが、公社によりさまざまな貯金の種類が設定されていた。なお、本項では、民営化直前期の公社によって提供された商品について述べる。

### 通常郵便貯金
預払に特別の条件を付けない（預金者が自由に預払ができる）郵便貯金であり、給与預入、年金や配当金の自動受取り、公共料金の自動払込み（自払・口座振替）を利用することができる、民間金融機関の「普通預金」に相当する商品であった。なお、自由に預払ができると規定されていたが、郵便貯金法第32条により、預払は10円以上でなければならないと規定され、10円未満の預払はできなかった。

### 郵便貯金総合通帳
1冊の通帳で通常郵便貯金と担保定額定期郵便貯金の預払ができる通帳である。担保定額定期郵便貯金へ預入をすることで、払戻や自払（口座振替）で通常貯金残高が不足した場合、定額・定期郵便貯金を担保として自動的に貸付ができる、民間金融機関の「総合口座」に相当する商品であった。後述の新総合通帳「ぱ・る・る」との違いは、通常郵便貯金に郵便振替口座を付帯していないため、送金機能が付いていない。
なお、「ぱ・る・る」の冊子であっても，見開きページの「郵便振替口座開設」の項目に機械印字で○が付いていないものあるいは、手書きでチェック（○やレなど）が入っていないものは、この通帳の利用と同様で、送金機能利用や、貯金上限額の超過は不可となっている。逆に、「郵便貯金総合通帳」名の冊子であっても、「郵便振替口座開設」の処理がなされている通帳であれば、本来の「ぱ・る・る」と同様に利用可能である。

### 新総合通帳「ぱ・る・る」
通常郵便貯金と同一の記号番号である郵便振替口座を開設した通帳である。郵便振替口座を開設することにより、送金機能を通帳に付加することができた。また、郵便振替口座開設時に「移替基準額」というものを設定し、貯金への預払や振替口座への受払（送金）にかかわらず、通帳現在高のうち移替基準額までの金額を通常貯金の預入金、基準額を超える金額を郵便振替口座の預り金として扱った。仮に、移替基準額を1000万円と設定し現在高が900万円だったときに150万円を入金した場合、100万円は通常貯金として預入されるが、100万円の入金によって移替基準額1000万円に到達するため、残りの50万円は郵便振替の預り金となり、当該通帳の現在高は1050万円となる。ちなみに、貯金通帳の表示上は次の行に移替額分が、括弧書きで別途表示されていた。これは、ゆうちょ銀行移行後もほぼ同じ対応となっている）。
移替基準額を適切に設定することにより、「限度額超過」を抑えることができた。このため、定額郵便貯金に1000万円を預入している預金者であっても移替基準額を0円として新総合通帳を開設すれば、通常貯金を利用することができた（移替基準額0円の場合、当該通帳の残高は全て郵便振替の預り金として制度上は扱われる）。また、1000万円を超える送金が行われても、限度額超過で送金不能となることなく問題なく決済が可能となる。なお、郵便振替の預り金には限度額がなく、1000万円以上の入金が可能であるが、預り金残高に関わらず無利息という特徴がある（移替基準額0円の場合、当該通帳へ入金をしても一切利息が付かない。移替基準額500万円で残高が600万円の場合、移替基準額の500万円までは通常貯金の利息が付くが、残りの100万円は郵便振替の預り金のため利息が付かない）。民営化後の「オートスウィング基準額」と類似しているが、こちらは、1冊の総合口座通帳に付加された通常貯金に対するプライスキャップとなるため、厳密には異なる。
2000年代前半には、10万円以上の送金に対しては本人確認を要する法律（後の改廃を経て、現在は、犯罪による収益の移転防止に関する法律に相当）の施行に先立ち、同法に対応した改めての本人確認を要する形が必要になり、日本郵政公社名以降の様式であれば、通帳見開きの下側にある「確認」と書かれた場所に、○か◎が印字されていればすでに行われている形になっているが、ない場合は、貯金窓口での本人確認手続きが必要となっていた（窓口での手続きが済めば、見開きの機械印字のない欄に、主務者印と「本人確認済」のスタンプが押印され、そちらに対応する形で満行再発行時に「確認」に○か◎がつけられる）。この対応に関しては、後述の、通常貯蓄貯金に対しても同様の対応がなされる。この処理がされていない場合、キャッシュカードを利用したATMでの電信振替の際、法施行後には、10万円を越える送金をできなくする形となった（APMを利用した現金での10万円を越える通常払込も不可となったため、処理のなされたキャッシュカードを介した払込を行うことになった）。
なお、上述した「確認」の項目に○や◎の印字がないまま民営化後に至った場合でも、副印鑑の廃止手続き等、本人確認が改めて行われる手続きがある折には、こちらの手続きも併せて行われる形で対応するため、その後に通帳の再発行が行われる際に、○や◎の印字がされる。

### 通常貯蓄貯金
1992年6月、「通常郵便貯金（貯蓄型I）」と「通常郵便貯金（貯蓄型II）」の2種類が設定された。通常郵便貯金同様、原則、預払に特別の条件を付けない（預金者が自由に預払ができる）ものの、給与預入や年金や配当金の自動受取り、公共料金の自動払込み（自払・口座振替）を利用することができないが、「貯蓄型I」は最終貯金現在高が40万円を超えた場合、「貯蓄型II」は20万円を超えた場合、当該日については通常郵便貯金よりも高い利率を適用する（1993年10月からは、それぞれ30万円と10万円へ基準額が引き下げられた）、民間金融機関の「貯蓄預貯金」に相当する商品であった。
なお、郵政省時代の冊子様式は不明だが、総務省以降の通帳冊子自体は貯蓄型Ⅰ、Ⅱ共に共通で、「印鑑（お届け印）」の欄の上部に、「貯蓄型Ⅱ（10万型）」のように印字されて表示されていた。
通常郵便貯金同様、同一の記号番号である郵便振替口座を開設することができ、送金機能（電信振替・電信払込）の付加も可能であった（後述）。また、通常郵便貯金の払戻では「時間外」などであっても手数料を徴収することはなかったが、「貯蓄型I」については月6回目以降の払戻をすると手数料が徴収される特徴があった。
電信振替などの利用あるいは、限度額を超えて預入を希望する場合（超過した残高部分には、利息の付利がなされないことが条件）は、通常郵便貯金同様、通帳の見開きページの「郵便振替口座開設」の欄に、機械印字で○がついていることが条件となっていた。無論、通常貯蓄貯金についても、移替基準額の設定があった。
2005年4月3日からは、「貯蓄型I」・「貯蓄型II」を統合し、2段階の基準額（10万円・30万円）を設けることによって通常郵便貯金よりも高い金利を適用するものへとなった。統合に伴い、貯蓄型Iと貯蓄型IIは同時に取引ができなくなり、一方（取引内容上、事実上はIIが存続してIが消滅している状態だったため、特に希望がない場合は、IIの記号番号が継続利用となった）の勘定が閉鎖されることになった。これに伴って存続する貯金通帳冊子の再発行は要せず、満行になるまで引き続き使用可能となっていた。
ただし、後述の国際ボランティア貯金をいずれか一方でのみ利用していた場合は、双方で存続が可能となった（国際ボランティア貯金のある貯蓄型Iとない貯蓄型I、国際ボランティア貯金のある貯蓄型IIとない貯蓄型IIをいずれも利用していた場合は、当然両方のIを勘定閉鎖させる必要があった。希望があればいずれかあるいは双方のIIを閉鎖して他方のIの存続もできた）。

### 国際ボランティア貯金
1991年3月、「郵便貯金の利子の民間海外援助事業に対する寄附の委託に関する法律」に基づき開始された郵便貯金であった。
同法第1条では、「開発途上にある海外の地域の住民の福祉の向上に寄与する等のための援助の充実に資するため、郵便貯金の預金者がその利子の寄附を日本郵政公社（郵政大臣）に委託する制度」とあり、預金者が通常郵便貯金・通常貯蓄貯金の利息の一部（20%から100%の間で10%単位を選択する）を公社（郵政省）を通じて国内の民間団体が行う海外援助活動に寄附するものであった。
加入者が2700万件に達する貯金であったが、郵政民営化に伴い、「郵便貯金の利子の民間海外援助事業に対する寄附の委託に関する法律」が廃止されたため、2007年10月1日以降、「国際ボランティア貯金」であった通常郵便貯金・通常貯蓄郵便貯金は、それぞれ、利息の寄附を行わない、ゆうちょ銀行の通常貯金・通常貯蓄貯金となった（民営化後、ゆうちょ銀行が独自に「ゆうちょボランティア貯金」を創設したが、国際ボランティア貯金とは異なるものであり、かつて国際ボランティア貯金の加入者であったものが自動的にゆうちょボランティア貯金の加入者へなることはない）。
なお、民営化時点で寄付委託金の残高が21億円あり、この資金は郵便貯金・簡易生命保険管理機構（現：郵便貯金簡易生命保険管理・郵便局ネットワーク支援機構）へ承継され、民営化後も2014年度まで国内の民間団体が行う海外援助活動に寄附されていた（以降は、機構における国際ボランティア貯金に関する業務は、寄附先が適切に使用しているかの監査が中心となった）。
この預金については、通常郵便貯金とは別に預け入れが可能となっていたため、通常郵便貯金の通帳1冊とは別に、国際ボランティア貯金が付加された通常郵便貯金の通帳冊子の取引の利用が可能だった（通常貯蓄貯金についても同様）。
通常郵便貯金（郵便貯金総合通帳および「ぱ・る・る」）には、国際ボランティア貯金専用の貯金通帳冊子が発行され、見開き面の備考欄には、「国際ボランティア貯金（寄附割合 XX%）」が機械印字された。なお、通常貯蓄貯金については国際ボランティア貯金専用通帳はない。
なお、キャッシュカードについても専用デザインが設定され、希望により発行されていた。また、開始当初は通帳とは別に国際ボランティア貯金加入者証が加入手続きをした郵便局毎の通し番号で発行されていたが、後に廃止された。

### 定額郵便貯金
預入期間を定めず据置期間経過後は随時払戻が可能な複利運用の定期性貯金である。
1000円以上1000円単位の金額を預入し、預入日から起算して6か月の据置期間経過後は自由に払戻請求ができ、最大10年間預入できる。預入後3年後までは6か月毎に金利が段階的に上がって行き、利息はは月割の半年複利のため、預入期間と金利によっては単利型の定期預金・定期郵便貯金と比べて概ね利子額が多くなる。据置期間中は払戻請求が原則できない。
預入時に1口の預入金額を千円、5千円、1万円、5万円、10万円、50万円、100万円、300万円の割り切れる数字から決めることで、払戻時に口数単位で払い戻すことが可能（6万円を預入する場合、千円60口、5千円12口、1万円6口のいずれかから預金者は口数を指定する。1万円1口と5万円1口というような組み合わせての口数指定はできない。預金者が千円60口と口数指定した場合、据置期間経過後、千円単位で払戻請求が可能。5千円12口の場合は5千円の倍数での、1万円6口の場合1万円の倍数での払戻請求が可能。）。商品性はそのままゆうちょ銀行の「定額貯金」として継承されている。
銀行など預金取扱金融機関で同様の特徴を持った預金商品は資金運用上設定するのが困難であり、郵便貯金の定期性貯金残高の多くを占めていた。1990年代以降、「据置型定期預金」などの商品名で扱っている預金取扱金融機関も一部ある。

#### 定額郵便貯金と集中満期
定額郵便貯金は預入後3年後までは6か月毎に金利が段階的に上がって行く商品であるが、1980年4月から11月にかけて、最高利率が過去最高となる「8%」となり、定額郵便貯金の預入は約32兆円、うち新規預入額は約30兆円を記録した。このうち、約3000万件・元金14兆円は満期の1990年まで預け入れがなされ、複利効果で、最終利回り「11.9%」で約34兆円となり、この資金が郵便貯金に再預入なされるか、民間金融機関や証券市場に流れるかが大きな注目を集めた。
以後、2000年、2010年と定額郵便貯金は集中満期を迎え、その資金動向が注目を集める。郵政省貯金局と後身のゆうちょ銀行は、1990年には「V90」、2000年には「V21」、2010年には「定額貯金の金利上乗せ」といった戦略をたてた。なお、1990年の預入限度額700万円の引き上げは、定額郵便貯金の再預入対策として、郵政省が大蔵省に要望した結果であった。
また、2003年から2006年にかけ定額郵便貯金の最高利率が「0.06%」であったものが、2006年から2007年にかけ「0.30%、0.35%、0.40%」と上昇したことに伴い、2016年からまた定額郵便貯金の集中満期が始まる。

### 担保定額郵便貯金
郵便貯金総合通帳「ぱ・る・る」に預入する定額郵便貯金であり、ゆうゆうローンの「貯金担保自動貸付」の対象となる。据置期間6か月、利息は月割りによる半年複利であり、預入後3年後までは6か月毎に金利が段階的に上がっていくという点は変わらないが、預金者が口数指定をすることができず、口数単位での払い戻しもできないという違いがあった。

### 自動積立定額郵便貯金「オート定額」
預金者が指定した日から6年以内の間、通常貯金から自動的に1000円以上1000円単位の金額を預入する定額郵便貯金である。据置期間6か月、利息は月割りによる半年複利であり、預入後3年後までは6か月毎に金利が段階的に上がっていくという点は変わらないが、預金者が口数指定をすることはできない。
積立郵便貯金は郵政民営化後も据置期間内の預入は認められていたが、自動積立定額郵便貯金については民営化以降の預入を取り扱わないこととなったため、2007年9月分をもって全預金者の自動積立が終了となった（2007年1月分から1年間・12回の自動積立を契約していた場合、9月分までの9回は自動積立定額郵便貯金として預入されるが、10月・11月・12月分については民営化により通常貯金に残高が残っていたとしても預入を行わなかった）。ゆうちょ銀行での商品性が近い商品として「自動積立定額貯金」がある。

### 定期受取型定額郵便貯金
2005年4月3日をもって新規契約を終了した定額郵便貯金で、一括または自動積立により定額郵便貯金として預入し、最後の預入日から6か月以上10年以内の預金者が指定した月から定期的（毎月、2か月、3か月、4か月、6か月、1年毎）に払戻を行う商品であった。払戻には、定額型（最初に預入した貯金から順番に払戻）、逓増型（最後に預入した貯金から順番に払戻）、前厚型（一定期間は多い金額で、その後の期間は少ない金額で払戻）、特定月増額型（特定の月のみ他の受取月より多い金額を払戻）を預金者が選ぶことができた。他の定額貯金と異なり、1口の預入金額は千円のみとなっていた。

### 国債定額郵便貯金
2005年4月3日をもって新規契約を終了した定額郵便貯金で、日本国債を公社で保護預りしている預金者が利用することができた。保護預りされている日本国債に利子のうち1000円以上1000円単位の金額について定額郵便貯金として預入する商品である。なお、1000円に満たない端数の金額は、通常郵便貯金へ預入された。

### 定期郵便貯金「ニュー定期」
1か月以上1か月単位で3年以下の範囲内または4年間の預入期間を予め定めて1000円以上1000円単位の金額を預入し、預入期間経過後に払戻をする、民間金融機関の定期預金に相当する商品であった。
利息は3年定期・4年定期のみ半年複利、他は単利で計算された。満期時に元利継続・元金継続といった自動継続の設定も可能であったが、郵政民営化により自動継続の取扱いが不可となったため、定期郵便貯金の満期日が2007年10月1日以降に迎えた場合、定期郵便貯金・ゆうちょ銀行の定期貯金として自動継続は行われず、全て通常郵便貯金として扱われるため注意が必要である（2005年10月15日に「1年定期・元利継続」の定期郵便貯金をした場合、2006年10月15日に1回目の満期を迎え、郵便局で預金者が書替の手続きをしなくても自動的に当日の1年定期の店頭金利で「1年定期・元利継続」の定期郵便貯金として再預入が行われるが、2007年10月15日の2回目の満期時には民営化後のため、この日以降は「通常郵便貯金」として扱われることから、預金者による払戻請求や「ゆうちょ銀行の定期貯金」への預け替え手続きが必要である）。

### 担保定期郵便貯金
郵便貯金総合通帳「ぱ・る・る」に預入する定期郵便貯金であるが、預入期間は3か月、6か月、1年、2年、3年、4年のいずれかと制限されていた。担保定額郵便貯金同様、ゆうゆうローンの「貯金担保自動貸付」の対象となる。

### 自動積立定期郵便貯金「オート定期」
預金者が指定した日から6年以内の間、通常貯金から自動的に1000円以上1000円単位の金額を、3か月、6か月、1年、2年、3年、4年から予め預金者が指定した預入期間で預入する定期郵便貯金である。
民営化以降の預入を取り扱わないこととなったため、2007年9月分をもって全預金者の自動積立が終了となった。ゆうちょ銀行での商品性が近い商品として「自動積立定期貯金」がある。

### 満期一括受取型定期郵便貯金
預金者が予め1年以上6年以内となる満期日を定め、通常貯金から自動的に1000円以上1000円単位の金額を満期日に満期を迎える定期郵便貯金として預入していく商品である（2006年1月15日から1年間積立をし、2007年1月15日に満期日と指定した場合、毎月15日に定期郵便貯金の積立が行われる。2006年1月分は1年定期、2月分は11か月定期、3月分は10か月定期・・・12月分は1か月定期と、2007年1月15日に全ての定期郵便貯金が満期を迎えるよう、預入日が遅くなるほど預入期間の短い定期郵便貯金へ自動預入された）。
自動積立定額郵便貯金同様、民営化以降の預入を取り扱わないこととなったため、2007年9月分をもって全預金者の自動積立が終了となった。

### 国債定期郵便貯金
2005年4月3日をもって新規契約を終了した定期郵便貯金で、日本国債を公社で保護預りしている預金者が利用することができた。保護預りされている日本国債に利子のうち1000円以上1000円単位の金額について定期郵便貯金として預入する商品である。なお、1000円に満たない端数の金額は、通常郵便貯金へ預入された。

### 介護定期郵便貯金
常に寝たきりの状態や医師により認知症と診断されている方で定められた条件に該当する預金者、または、介護保険被保険者証で要介護4・5の認定を受けている預金者のみが預入できる定期郵便貯金であり、1か月以上1か月単位で3年以下の範囲内または4年間の預入期間を予め定めて1000円以上1000円単位の金額を預入し、預入期間経過後に払戻をする商品であった。預金者には「介護貯金利用者証」が交付されるほか、一般の定期郵便貯金より高い金利で預入ができたが、1預金者につき1000万円の預入限度額範囲内で500万円までしか預入ができなかった。なお、ゆうちょ銀行は「介護定期郵便貯金」と同様のサービスを提供していないため、民営化により「介護貯金利用者証」を保有していても同様のサービスを預金者が利用することができなくなった。

### ニュー福祉定期郵便貯金
老齢福祉年金、障害年金、遺族年金などを受給している預金者のみが預入できる1年定期郵便貯金であり、1000円以上1000円単位の金額を預入し、預入期間経過後に払戻をする商品であった。一般の定期郵便貯金より高い金利で預入ができたが、1預金者につき1000万円の預入限度額範囲内で300万円までしか預入ができなかった。

### 積立郵便貯金
毎月、1000円以上100円単位の一定金額を預入し、預金者が定めた据置期間経過後（最初の預入日から起算して1年、1年3月、1年6月、1年9月、2年、2年3月、2年6月、2年9月、3年のいずれか）に一括して貯金を受け取るという民間金融機関の定期積金に相当する商品であった。
郵政民営化後も積立郵便貯金については民営化前に預金者が定めた据置期間については預入をすることが可能であった。ゆうちょ銀行は「積立郵便貯金」と同様のサービスを提供していないため、民営化により同様のサービスを預金者が利用することができなくなった。ゆうちょ銀行での商品性が近い商品として「自動積立定期貯金」がある。

### 住宅積立郵便貯金
住宅の新築・購入・増改築を目的とする個人の預金者が1年以上5年以下の範囲内で毎月5000円以上1000円単位の金額で積立をしていき、住宅金融公庫・沖縄振興開発金融公庫からの住宅資金の割増融資の斡旋が受けられる積立郵便貯金であった。積立期間満了後2年間を据置期間とし、据置期間満了日の1年前から2年後の間から預金者は貸付を希望する年度を指定することができた。2007年3月31日をもって住宅金融公庫は廃止されたため、民営化直前期は沖縄振興開発金融公庫の斡旋のみ受けることができ、沖縄県内の住宅新築・購入・増改築の希望者のみを対象とした商品となっていた（制度改定以前より住宅積立郵便貯金を利用していた預金者で沖縄県外の場合、独立行政法人住宅金融支援機構の直接融資の斡旋を特例で受けることができた）。
なお、この住宅積立郵便貯金は、1000万円の預入限度額とは別に最高50万円まで預入することができたが、住宅新築・購入の場合は42万円以上、住宅増改築の場合は24万円以上を積み立てる必要があった。

### 教育積立郵便貯金
大学、短期大学、高等専門学校、高等学校等への進学などを希望する預金者、または、その者の親族である預金者が1年以上5年以下の範囲内で毎月1万円以上5000円単位の金額で積立をしていき、国民生活金融公庫から積立額と同額まで教育資金の融資が受けられるよう斡旋する積立郵便貯金であった。1預金者につき1000万円の預入限度額範囲内で200万円までしか預入ができなかった。

### 財産形成定額郵便貯金
勤労者財産形成貯蓄制度（財形貯蓄）により、給料やボーナスから天引きで3年以上継続して毎月定額郵便貯金として預け入れる商品。積立郵便貯金とは異なる商品となっている。
一般財形に該当する「財産形成定額郵便貯金」、財形住宅に該当する「財産形成住宅定額郵便貯金」、財形年金に該当する「財産形成年金定額郵便貯金」があり、住宅と年金は財形貯蓄の要件を満たした場合にマル財（財形貯蓄非課税枠）の範囲内で払戻時の利子所得の源泉課税が非課税となる。財形年金は支払開始年齢到達時に年金形式での払戻が可能。
財形貯蓄における民間銀行との差異は、預け入れ先が定期預金と同じ性質の「定期郵便貯金」ではなく複利運用の「定額郵便貯金」であること、預入可能額が一般利用の上限1000万円に加えてマル財上限額と同一の最大550万円（一般・住宅・年金 共通）が別枠で設定され、理論上最大1550万円まで預入可能となっている点が挙げられた（いずれにせよ元金がマル財を超過した場合は払戻時に利子全額が源泉課税となる）。これに住宅積立郵便貯金の別枠50万円を合わせると預入上限額は1600万円までとなる。
民営化前までの預入残高については満期日まで郵政管理・支援機構へ承継され、民営化後の預入分はゆうちょ銀行の「財形定額貯金」「財形住宅貯金」「財形年金貯金」として継続されている。

### 郵便貯金担保貸付け（ゆうゆうローン）
定額・定期郵便貯金および積立郵便貯金、財産形成郵便貯金（各種）を利用している預入者が利用できる貸付制度。預入元本と利息を加えた金額の9割以内でかつ300万円以内の金額で1000円以上1000円単位の金額の貸付を、窓口で当該通帳（財形住宅・年金は保管証）を提示し貸付手続きすることで受けることができる。
総合口座通帳（ぱ・る・る）の担保定額・定期郵便貯金に預けている場合は、民間金融機関の総合口座と同じく通常貯金の残高不足時に上記所定額まで当座貸越形式で自動融資を受けられる「貯金担保自動貸付け」制度の利用となり、預入元本の9割以内で10円以上300万円以内となる。国債等振替口座を総合口座にセットしている場合は後順位の「国債等担保自動貸付け」と併用可能（1冊の通帳につき合算で300万円以内）。
貸付期間は最高2年。貸付期間中に一部返済することも可能。自動貸付けでは通常貯金に預入れすることで弁済が行われる（弁済額に応じて貸付利息が同時に引き落とされる）。1回限りの貸付更新をすることで最長4年間借り続ける事ができたが、更新日または満期日までに返済をしない場合は担保とされた郵便貯金は自動解約され、貸付金と利息が法定弁済される。
郵政民営化以前に預入された定額・定期郵便貯金および積立郵便貯金は郵政管理・支援機構へ承継された事に伴い制度も移管され、その満期を迎えるまでは機構の代理業務としてゆうちょ銀行・郵便局の貯金窓口で引き続きこの制度を利用できる（但し、返済期限がそれまでの2年間から満期日前日までに変更された）。
ゆうちょ銀行以降の預入分については、総合通帳の担保定額・定期貯金に預入した部分の「貯金担保自動貸付け」のみとなっている。また、財産形成郵便貯金については、ゆうちょ銀行の財産形成貯金と預入額を合算して貸付対象とする「財産形成貯金担保貸付け」が設定されている。

### 国債等担保貸付け
「国債等振替口座」に国債等（日本国債）を保護預かりしている預入者が利用できる貸付制度。預入額（但し、国債の種類と期間により制限有り）の8割以内でかつ200万円以内の金額で1000円以上1000円単位の金額の貸付を、窓口で国債等振替口座証書を提示し貸付手続きをすることで受けることができる。
貸付期間は最高1年。貸付期間中に一部返済することも可能。1年以内に担保とした国債が償還となる場合は償還日の7営業日前が貸付期限となる。期限までに返済をしない場合、担保とされた国債は強制的に公社または承継先のゆうちょ銀行が市場価格で買い取り、貸付金と利息が法定弁済されるが市場価格によっては売却損が発生する。
国債等振替口座に総合口座（ぱ・る・る）をセットしている場合（利払金受取指定等）は、民間金融機関の総合口座と同じく通常貯金の残高不足時に上記所定額まで当座貸越形式で自動融資を受けられる「国債等担保自動貸付け」制度の利用となり、預入額の8割以内で10円以上200万円以内となる。同じ総合口座に貯金担保自動貸付けの対象となる定期性貯金がある場合は、その貸付限度額を超過した分が国債等担保自動自動貸付けとなり、1冊の通帳につき合算で300万円以内まで自動貸し付けとなる。自動貸付けでの返済で貯金担保貸付けを併用している場合は後順位の国債等担保自動貸付けから充当される形となっている。
ゆうちょ銀行では国債等振替口座証書による担保貸付けは廃止され、セットされている総合口座通帳を介した「国債等担保自動貸付け」のみとなっている。

### 団体貯金
通常郵便貯金及び積立郵便貯金は、預金者が10名以上の団体において「団体取扱い」を行った。
通常郵便貯金には、「甲種団体貯金」と「乙種団体貯金」の2種類があり、「甲種」は団体に属する者が団体代表者の名義で行う貯金、「乙種」は団体に属する者が団体の取りまとめ人を通じて各人の名義で行う貯金であった。一方、積立郵便貯金は、団体に属する者が団体の取りまとめ人を通じて各人の名義で行う方法のみがあった。

### その他の郵便貯金
第二次世界大戦期に預入された郵便貯金も存在する。
- 外地郵便貯金 - 外地（朝鮮・台湾・関東州・樺太・南洋諸島）の郵便局で預入されたもの
- 軍事郵便貯金 - 軍人や軍属が野戦郵便局・海軍軍用郵便所にて預入されたもの

これらは、引揚時の混乱により通帳が手元に無い、名義人の高齢化や死去、手続きの煩雑さなどの問題が重なり、約1870万口座が休眠口座状態となっているが、民法161条を準用して消滅時効の進行が停止している扱いとなり、債権は消滅しておらず、貯金原簿にも残っている。

### 関連業務
- 郵便為替 - 国際送金を含む郵便為替法に基づく業務
- 郵便振替 - 国際送金を含む郵便振替法に基づく業務
- 恩給その他国庫金の支払い業務
- 日本国債募集等の取扱い
- 外国通貨両替・旅行小切手売買
- 個人年金に関わる確定拠出年金運営管理業
- 日本銀行からの委託による国庫金取扱い事務
- 国家公務員共済組合連合会が支給する年金・一時金の支払事務
- 国民生活金融公庫・沖縄振興開発金融公庫からの委託を受けて行う小口の教育資金の貸付の申込みの受理・貸付金の交付
- 証券投資信託の受益証券の募集
- 宝くじの販売

## オンラインシステム
1978年8月1日の郵便貯金オンラインシステム開始以来、日本全国の郵便局・ATMをオンラインで結ぶ専用線網（ISDN PNET）が整備されてきた。このオンラインシステムは、貯金事務計算センター（東日本は千葉県印西市、西日本は兵庫県神戸市）と貯金事務センター、郵便局、ATMを専用線網で結んでいる。
かつては離島や山間部などを中心に電話回線の数が不足していてオンライン端末機CTMを設置していないオフライン郵便局が数多く存在したが、2005年3月31日をもって奈良県東の川簡易郵便局が廃止、山形県的場簡易郵便局が一時閉鎖（その後2007年4月30日まで営業再開することなく廃止）されたため、民営化時点では全ての郵便局がオンラインで結ばれていた。
CTMの故障時や通信異常時などは特別措置として、通帳の入出金や振込はオフライン扱いで回転式金額スタンプ代用など手動により一時的に行う手法が民営化以前には存在した。しかし、民営化以降はそのような措置は行われず、故障対策としてCTMを2台以上置くことや窓口業務の一時休止などで対応する。よって手動扱いで入出金する業務は臨時の場合も含めて廃止されたといってもいい（手動扱いをしたがゆえ、後に入力ミスなどで実際に入金されている口座の金額と通帳の金額が違う、振込処理がされていない、などといったトラブル防止のためであると思われる）。

## イメージキャラクター

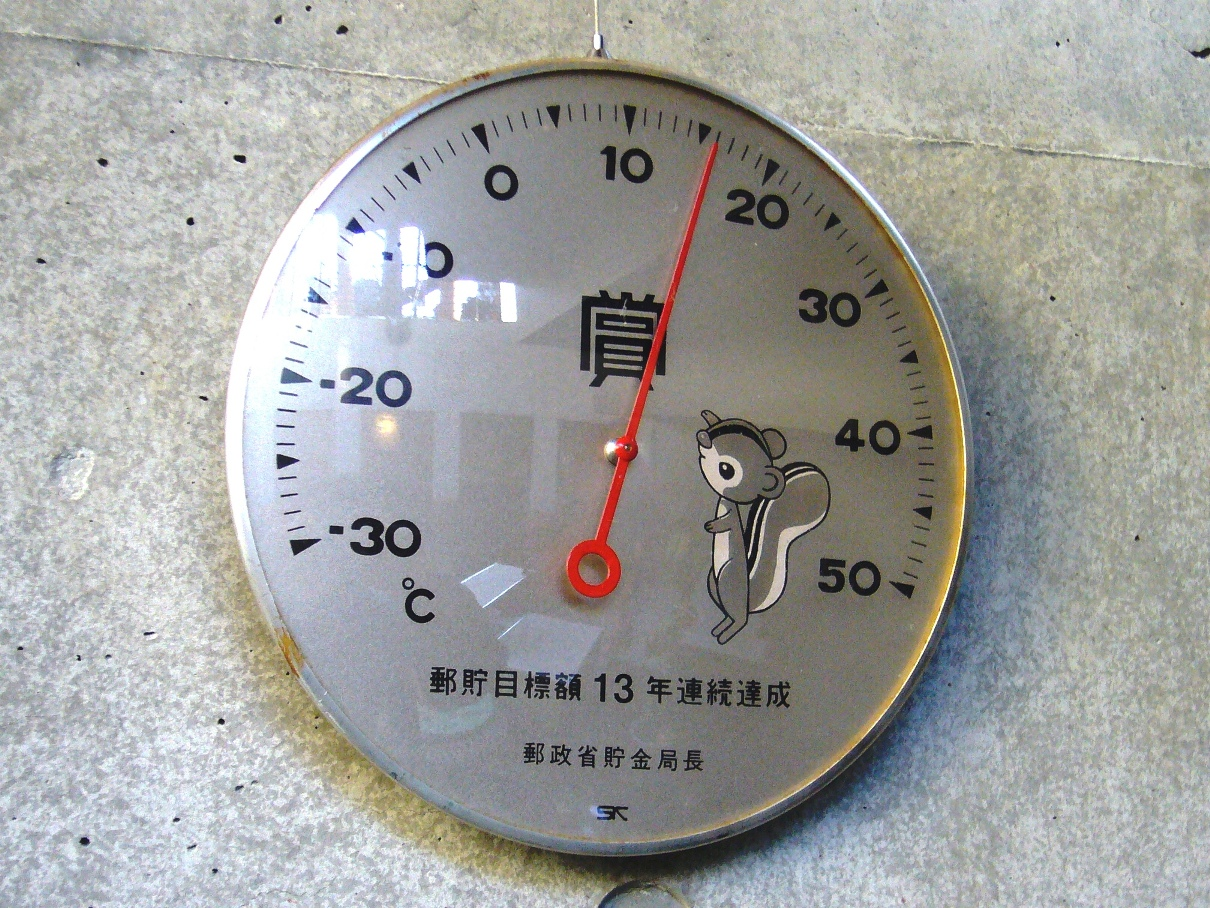
初代ユウちゃんの描かれた温度計

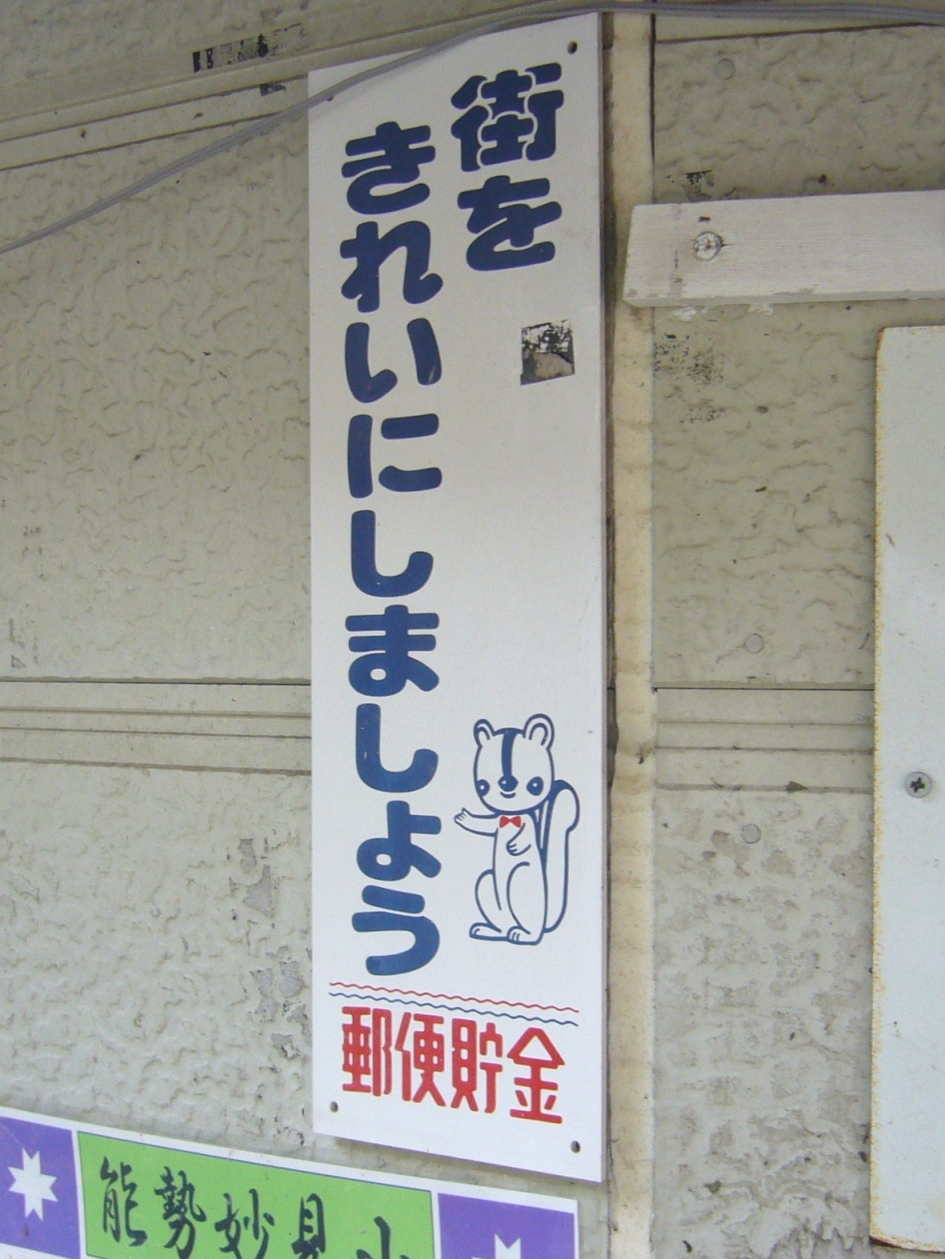
古い看板に残された初代ユウちゃん

郵便貯金にはリスの「ユウちゃん」というイメージキャラクターが存在した。1962年11月に郵政省職員デザインによる初代の「ユウちゃん」が制定され、1990年5月にはサンリオデザインによる2代目の「ユウちゃん」が制定され、郵政省・総務省・公社と組織が変わっても「郵便貯金イメージキャラクター」として郵便局などで見かけることができた。しかし、郵政民営化により郵便貯金が廃止されると同時にイメージキャラクターの「ユウちゃん」も使用不可となった。

## 郵便貯金の普及のため、その周知宣伝に必要な施設
旧郵便貯金法第4条により、日本郵政公社は、郵便貯金の普及のため、その周知宣伝に必要な施設を設置した。
これらは、「郵便貯金会館（メルパルク）」、「郵便貯金地域文化活動支援施設（ぱ・る・るプラザ）」、「郵便貯金総合保養施設」と称された。